# Museo de Pérgamo
El Museo de Pérgamo (en alemán: Pergamonmuseum; pronunciado /ˈpɛʁ.ɡa.mɔn.muˌzeː.ʊm/ⓘ) es un museo y edificio de interés patrimonial situado en la Isla de los Museos, en el centro histórico de Berlín (Alemania). El edificio fue construido entre 1910 y 1930 por órdenes del emperador Guillermo II en estilo clasicista despojado, de acuerdo con el proyecto de Alfred Messel y Ludwig Hoffmann. Como parte del complejo de la Isla de los Museos, el Museo de Pérgamo fue añadido a la lista de Patrimonio de la Humanidad de la Unesco en 1999 por su arquitectura y por constituir un testimonio de la evolución de los museos como fenómeno arquitectónico y social.
Hasta su cierre en 2023, el Museo de Pérgamo albergaba la Colección de Antigüedades (en alemán: Antikensammlung), que incluye el famoso Altar de Pérgamo, el Museo de Oriente Medio (Vorderasiatisches Museum) y el Museo de Arte Islámico (Museum für Islamische Kunst). En octubre de 2023, el museo cerró completamente a los visitantes, y se espera que permanezca mayoritariamente cerrado entre catorce y veinte años —hasta entre 2037 y 2043— para la realización de obras de renovación integral. Se espera que su ala norte reabra en 2027.

## Orígenes

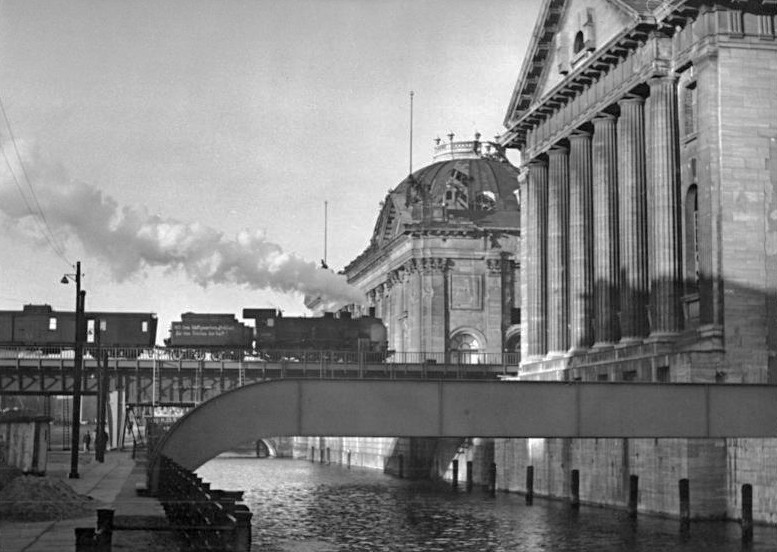
La Isla de los Museos con el Museo de Pérgamo y el Museo Bode (1951).

En 1904, cuando se inauguró el Kaiser-Friedrich-Museum (el actual Museo Bode) en la Isla de los Museos, era ya evidente que este edificio no sería suficientemente grande para albergar todos los tesoros artísticos y arqueológicos que estaban siendo excavados bajo la supervisión alemana. Había excavaciones en curso en las antiguas Babilonia, Uruk, Aššur, Mileto, Priene y en Egipto, y los objetos procedentes de estos lugares no podían ser exhibidos adecuadamente en el sistema existente de museos de Alemania. En consecuencia, Wilhelm von Bode, director del Kaiser-Friedrich-Museum, emprendió el proyecto para construir un nuevo museo cerca para custodiar arquitectura antigua, arte alemán post-antiguo y arte islámico y de Oriente Medio.
Alfred Messel empezó en 1906 a elaborar el proyecto para el gran edificio, que tendría tres alas. Tras su muerte en 1909, su amigo Ludwig Hoffman se hizo cargo del proyecto y las obras empezaron en 1910, continuando durante la Primera Guerra Mundial (1918) y la hiperinflación de la década de 1920. El edificio, ya completado, fue inaugurado en 1930. La originalidad de este museo reside principalmente en su propio concepto: el edificio no fue construido para albergar obras de arte, sino que primero se trajeron las obras de arte, y después, a su alrededor, se construyó el edificio. De esta manera, las propias maravillas, la mayor parte de ellas arquitectónicas, constituyen las paredes y las columnas de este museo.
El Museo de Pérgamo resultó gravemente dañado durante los bombardeos aéreos de Berlín al final de la Segunda Guerra Mundial. Muchos de los objetos expuestos en él habían sido trasladados a lugares seguros, y algunas de las piezas más grandes fueron amuralladas como protección. En 1945, el Ejército Rojo recogió todos los objetos sueltos del museo, bien como botín de guerra o para robarlos mientras los incendios asolaban Berlín. No fue hasta 1958 cuando la mayoría de los objetos fueron devueltos a la Alemania Oriental. No obstante, una parte significativa de la colección permanece en Rusia. Algunas de estas piezas están custodiadas actualmente en el Museo Pushkin de Moscú y en el Museo del Hermitage de San Petersburgo. La devolución de estos objetos ha sido acordada en un tratado entre Alemania y Rusia, pero desde la década de 1990 está bloqueada por las leyes de restitución rusas.

## Exposiciones

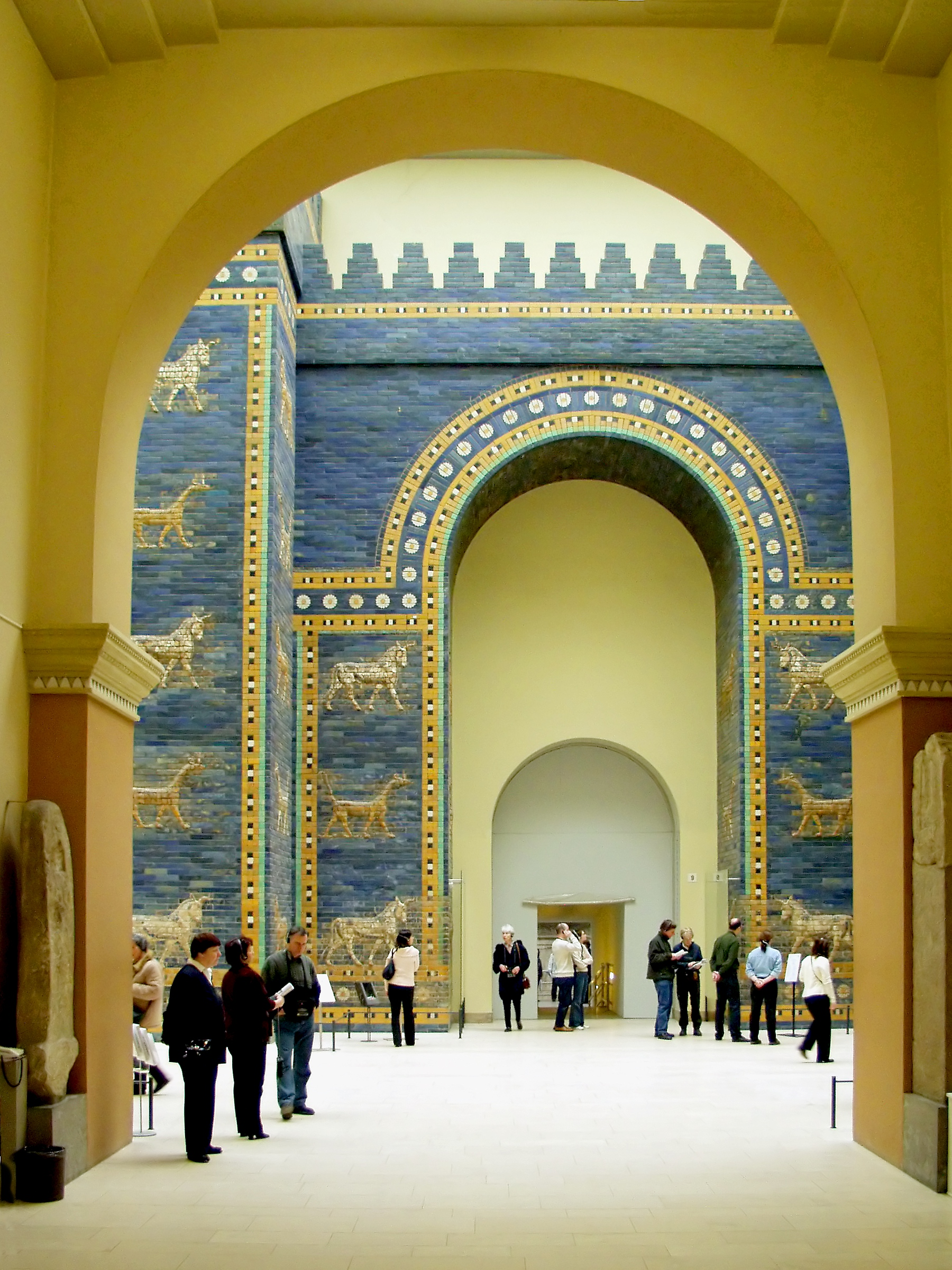
La Puerta de Istar.

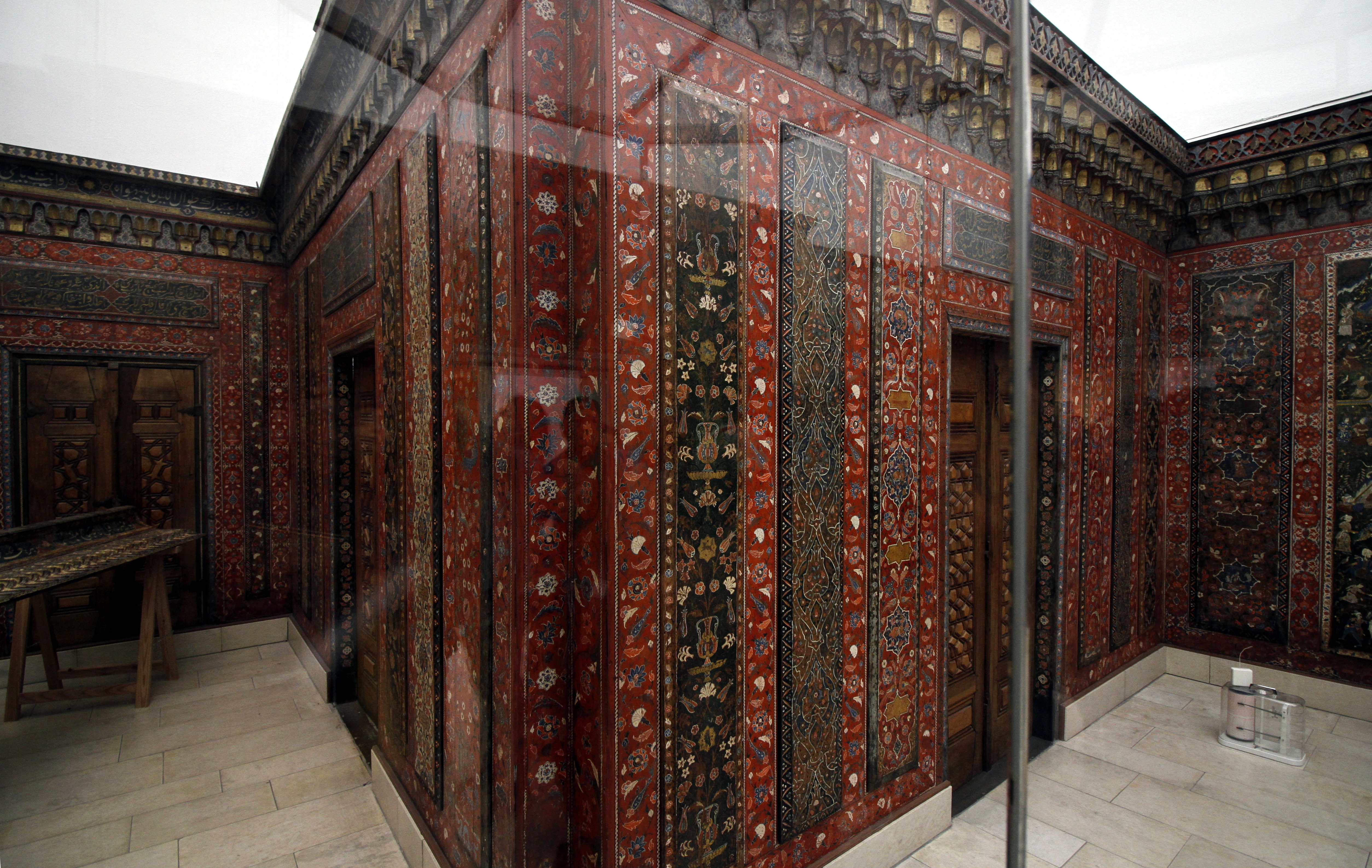
La Sala de Alepo.

Entre las piezas expuestas en el museo destacan:
- El Altar de Pérgamo
- La puerta del mercado de Mileto
- La Puerta de Istar y la Avenida de las Procesiones de Babilonia
- La Fachada de Mushatta
- El fragmento Meissner del Poema de Gilgamesh

### Colección de Antigüedades (Antikensammlung)
Esta colección se remonta a los príncipes electores de Brandeburgo, quienes coleccionaban objetos de la antigüedad; la colección empezó con una adquisición de un arqueólogo romano en 1698. Resultó accesible por primera vez al público, en parte, en 1830, cuando abrió el Altes Museum. La colección fue ampliada en gran medida con las excavaciones en Olimpia, Samos, Pérgamo, Mileto, Priene, Magnesia, Chipre y Dídima. Actualmente, esta colección está dividida entre el Museo de Pérgamo y el Altes Museum.
La Colección de Antigüedades contiene esculturas que datan desde la época arcaica hasta la helenística, así como obras de arte de la antigüedad clásica: arquitectura, escultura, inscripciones, mosaicos, bronces, joyería y cerámica. Las exposiciones principales son el Altar de Pérgamo, del siglo ii a. C., con un friso escultórico de 113 metros de longitud que representa la lucha entre dioses y gigantes, y la puerta del mercado de Mileto, que data de la época romana. Tras la división de Alemania después de la Segunda Guerra Mundial, la colección también fue dividida. El Museo de Pérgamo fue reinaugurado en 1959 en Berlín Oriental, mientras los objetos que se quedaron en Berlín Occidental fueron expuestos en el Palacio de Charlottenburg.

### Museo de Arte Islámico (Museum für Islamische Kunst)
Originalmente, el Departamento Islámico formaba parte del Kaiser-Friedrich-Museum, que fue inaugurado en 1904. Tras la construcción del Museo de Pérgamo, se trasladó a la planta más alta de su ala sur y el Museo de Arte Islámico fue inaugurado allí en 1932. Esta sección reúne representaciones de arte islámico entre los siglos VIII y XIX, incluyendo el artesonado de una de las bóvedas de la Alhambra de Granada. Una obra clave del arte islámico que recoge el museo es la fachada de Mushatta. Esta perteneció al palacio residencial de Qusair Mushatta, en la actual Jordania. En el museo podemos ver únicamente una parte de la fachada, ya que el resto se conserva in situ.

### Museo de Oriente Medio (Vorderasiatisches Museum)

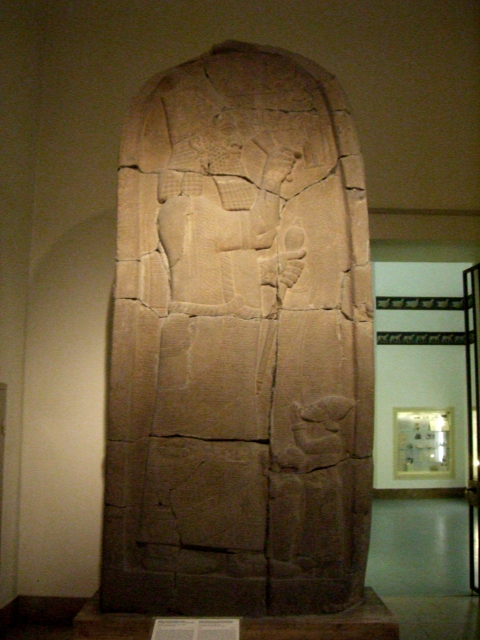
La estela de la victoria de Asarhaddón.

El Museo de Oriente Medio exhibe objetos encontrados por arqueólogos alemanes y de otros países en las zonas de las antiguas culturas asiria, sumeria y babilonia. También consta de edificios históricos, relieves, objetos culturales menores y joyas. La exposición principal es la Puerta de Istar y la Avenida de las Procesiones de Babilonia, junto con la fachada de la sala del trono de Nabucodonosor II. El Museo de Oriente Medio también exhibe el fragmento Meissner del Poema de Gilgamesh.

## Cierre y renovación
El proyecto integral para la Isla de los Museos contempla la ampliación del Museo de Pérgamo y su conexión con el Neues Museum, el Museo Bode, la Alte Nationalgalerie y el nuevo centro de visitantes, la Galería James Simon.
Un concurso de arquitectura convocado en el año 2000 tuvo como ganador a Oswald Mathias Ungers de Colonia. El Museo de Pérgamo será renovado de acuerdo con su proyecto, que propone alteraciones controvertidas en edificios sin modificar desde 1930. El actual edificio de entrada en el patio de honor será sustituido por una cuarta ala, y se construirá un paseo subterráneo (Archäologische Promenade o «paseo arqueológico») que conectará cuatro de los cinco museos entre sí.
Desde septiembre de 2014 hasta octubre de 2023, el museo fue cerrado parcialmente para su renovación. La sala que contiene el Altar de Pérgamo, entre otras, permanecerá cerrada al público general. Inicialmente, la reapertura estaba prevista para 2019. En noviembre de 2016, se anunció que el coste estimado del proyecto casi se duplicaría, hasta alcanzar los 477 millones de euros. Se habían descubierto dos estaciones de bombeo construidas en el terreno durante las obras iniciales entre 1910 y 1930, provocando sobrecostes y retrasos. Al menos 60 millones de euros del aumento del coste se deben al incremento de los costes de construcción desde la estimación original hace diez años como consecuencia de la inflación. También se anunció que la sala del Altar de Pérgamo no reabriría hasta, al menos, 2025.
En 2018 se inauguró un espacio temporal de exposiciones justo fuera de la Isla de los Museos, a poca distancia del Museo de Pérgamo, que alberga una imagen panorámica de la ciudad antigua de Pérgamo realizada por el artista residente en Berlín Yadegar Asisi, una reconstrucción en tres dimensiones del Altar de Pérgamo realizada por el Instituto Fraunhofer para la Investigación en Computación Gráfica y partes del altar, incluido el friso de Télefo.
Como parte del Plan Maestro de la Isla de los Museos, la renovación del Museo de Pérgamo empezó en octubre de 2023. El museo permanecerá cerrado durante entre catorce y veinte años, con una reinauguración parcial prevista para 2027.